# Het Centrum (krant)
Het Centrum was een Nederlandse katholieke krant.

## Geschiedenis
De krant werd opgericht in 1884 door C.L. Langendam, zoon van de oprichter van de Nijmeegse krant De Gelderlander. Later werd de krant overgenomen door Amsterdamse zakenlui. Door hun werk en dat van Herman Schaepman groeide het dagblad vervolgens uit tot een landelijke krant.
In 1932 werd Theodoor Schaepman aangesteld als politiek hoofdredacteur van de krant, een functie die hij uitoefende tot 1937. Omstreeks de jaren 50 kreeg de krant opnieuw een provinciaal karakter. Hoofdredacteuren in deze periode waren onder andere Paul de Waart, J.P. van Vonderen en Simon Keesen.
Op 1 oktober 1971 werd de krant overgenomen door het Utrechts Nieuwsblad en vervolgens ontbonden.

## Bekende medewerkers
- Theo Bogaerts
- Carel Enkelaar
- Hans Friedeman
- Henk Huurdeman
- Simon Keesen
- Cor Kropman
- Arie Kuiper
- C.L. Langendam
- Ad van Liempt
- Herman Schaepman
- Theodoor Schaepman
- Felix Thijssen
- Bernard Verhoeven
- J.P. van Vonderen
- Paul de Waart

## Historisch document
- Digitaal archief Het Centrum; Delpher